# Vale da Pinta
Vale da Pinta era una freguesia portuguesa del municipio de Cartaxo, distrito de Santarém.

## Historia
Documentada por primera vez en una merced del rey Sancho II datada en 1225 y situada en la comarca vitivinícola de Cartaxo, a unos 4 km de la capital del municipio, la freguesia de Vale da Pinta abarcaba los lugares de Alto do Sol Posto, Sousas, Precateira, Engôu, Desembargador, Casais das Lameiras, Vale de Gatos y Courelas.
Fue suprimida el 28 de enero de 2013, en aplicación de una resolución de la Asamblea de la República portuguesa promulgada el 16 de enero de 2013 al unirse con la freguesia de Cartaxo, formando la nueva freguesia de Cartaxo e Vale da Pinta.

## Patrimonio
- Pozo de San Bartolomé, pozo medieval en el que quiere la leyenda que Afonso Henriques saciara la sed antes de la célebre batalla de Ourique, descubriéndose entonces en el fondo del pozo la imagen de San Bartolomé que se encuentra hoy en la iglesia matriz.[2]